# Youyi
Youyi (chinesisch 友谊县, Pinyin Yǒuyì Xiàn) ist ein Kreis der bezirksfreien Stadt Shuangyashan in der nordostchinesischen Provinz Heilongjiang. Er hat eine Fläche von 1.809 km² und zählt 101.080 Einwohner (Stand: Zensus 2020). Sein Hauptort ist die Großgemeinde Youyi (友谊镇).

## Administrative Gliederung
Auf Gemeindeebene setzt sich der Kreis aus vier Großgemeinden und sieben Gemeinden (davon eine der Koreaner und Mandschu) zusammen. 